# モルナール島
モルナール島（Molnár-sziget、ドイツ語名：ミュラー島、Müllerinsel、モルナールとミュラーは「水車小屋管理者」「製粉職人」のこと）は、ブダペスト市内を流れるドナウ川のショロクシャール支流（ラーツケヴェ・小ドナウ支流）にある島のこと。行政上、ブダペスト第23区・ショロクシャール区に所属している。島は東側でショロクシャール区の対岸地区と接し、南側で第21区・チェペル区、チェペル島と接している。

## 名称
「モルナール島」の名称は、かつてドナウ川沿いに50の水車が存在し、島で耕作されたライ麦から穀粉を製粉していたことに由来している。
低地の地理的な地形とドナウ川流路の近代的な制御技術の不足から、少なくとも年に1度は洪水で沈む土地柄だった。
商人たちは、「シュヴァーベン・ライ麦パン」（ドイツ・シュヴァーベン地方からハンガリーに移住したドイツ人に由来するパン）と呼ばれる商品を船に乗せて首都（現在のブダペスト市中心部）へ運んでいた。

## 歴史
モルナール島は一時期、ペシュト・エルジェーベト区（ブダペスト第20区）に属し、現在はショロクシャール区に属している。歴史的に見ると、島は、ショロクシャール区とかつてのショロクシャール・プスタ（草原）の経済的発展に大きく貢献してきた。
19世紀当時は、島の面積は現在よりもかなり小さかったが、人間の活動により手が加えられていく過程でドナウ川支流の泥土が堆積し、徐々に拡大していった。
島には、現在、私有地に属する約500の不動産があり、そのうち、190はブダペスト市の行楽ゾーンであり、その他は農業用の周辺地域となっている。以前は島の南部に日帰りのユース・キャンプ地があった。1970年代に電線網が完成し、2000年代にはガスの供給網も構築された。

## 交通
ショロクシャール区の対岸地区方面に向かうには、かつては木造の長い橋がかかっていたが、1961年、小型の強化コンクリート製の橋が完成した。
島の反対側のチェペル区へ渡るには、定期連絡船のD14番線が運航している。